# Darío Soplán
Dario Nicolás Soplán (San Miguel, Buenos Aires, Argentina; 1 de febrero de 1990) es un futbolista argentino. Se desempeña como mediocampista y su equipo actual es Andino Sport Club que disputa el Torneo Federal B de Argentina. Su debut profesional se produjo el 7 de agosto de 2010 en la victoria de Huracán  por 2:1 ante Argentinos Juniors. El 9 de octubre de 2010 convierte su primer gol oficial, que significó el empate 1 - 1 ante All Boys.
A mediados de 2011, sufre el descenso de Primera División a la  B Nacional con Huracán, pero teniendo buenas condiciones, y dándose la oportunidad de seguír siendo parte del Plantel Profesional del equipo.

## Clubes
| Club              | País      | Año             |
| ----------------- | --------- | --------------- |
| Huracán           | Argentina | 2010 - 2012     |
| Sportivo Italiano | Argentina | 2013 - 2016     |
| Andino Sport Club | Argentina | 2016 - Presente |

## Características
Soplán es un mediocampista central de mucho roce, con condiciones para jugar la pelota pero con muy buena marca y gran posicionamiento en el centro del campo de juego. Además, una de sus destacadas características es que deja absolutamente todo por su equipo a la hora de jugar. No tiene problemas en ir fuerte contra el rival, ni lesionarse el mismo.